# Плазмоптиз
Плазмоптиз (від плазма і грец. ptisis — дроблення) — набухання клітин і руйнування їх оболонок в гіпотонічному розчині.
Термін вперше ввів німецький ботанік Альфред Фішер у 1900 році, який спостерігав руйнування клітин холерного вібріону. Пізніше подібні явища були виявлені в інших бактерій, клітинах рослин, грибів.
Плазмоптиз по суті є протилежним процесу плазмолізу.